# COBie
COBie (Construction Operations Building Information Exchange, dt. etwa Gebäudebetrieb-Informationsaustausch) ist ein Datenstandard für Gebäudeinformationen (BIM) und definiert nicht-geometrische Attribute für die Anforderungen von Facilitymanagement.

## Zielsetzung
Das Ziel ist die normierte Beschreibung von Räumen und der technischen Gebäudeausrüstung, um diese zu betreiben und zu warten. Typische Informationen sind der Typ eines Geräts, sein Hersteller, die Seriennummer und das Wartungsintervall.
Cobie normiert Informationen wie Gesellschaftssitz, Gewährleistungen, Ersatzteillisten und Wartungspläne. Diese Informationen sind für Betrieb und Wartung von Immobilien wichtig.

## Geschichte
Im Juni 2007 veröffentlichte Bill East von der United States Army Corps of Engineers Cobie als Pilot Standard.
Im Dezember 2011 wurde es von der US-amerikanischen National Institute of Building Sciences als NBIMS-US Standard zugelassen. Cobie kann in unterschiedlichen Formaten abgebildet werden, in Tabellenkalkulation und im IFC-Dateiformat. Anfang 2013 entwarf BuildingSMART das vereinfachte Cobie XML-Format COBieLite, das im April 2013 veröffentlicht wurde.
Im September 2014 wurde es als Practice als britischer Standard übernommen ("BS 1192-4:2014 Collaborative production of information Part 4: Fulfilling employer’s information exchange requirements using COBie – Code of practice").